# Hydroporus basinotatus
Hydroporus basinotatus är en skalbaggsart som beskrevs av Reiche 1864. Hydroporus basinotatus ingår i släktet Hydroporus och familjen dykare. Inga underarter finns listade i Catalogue of Life.